# 杭州UME国际影城
杭州UME国际影城位于杭州市西湖区文二西路551号西城广场4楼，香港导演吴思远投资2000万元建设，占地5000平方米，有11个放映厅。其中有1个可全自动调节座位、25个真皮沙发座椅的贵宾厅，还有1个全国独家的彩虹主题影厅。2005年9月开业，起初只有8个影厅。